# راسينغ كلوب دي بوبو ديولاسو
راسينغ كلوب دي بوبو ديولاسو (بالإنجليزية: Racing Club de Bobo Dioulasso)‏ هو نادٍ لكرة القدم في بوركينا فاسو ومقره في بوبو ديولاسو. ملعبهم الرئيسي هوالملعب البلدي في بوبو ديولاسو.
ألوان النادي أسود وأبيض. تأسس النادي عام 1949.